# ハイラル川

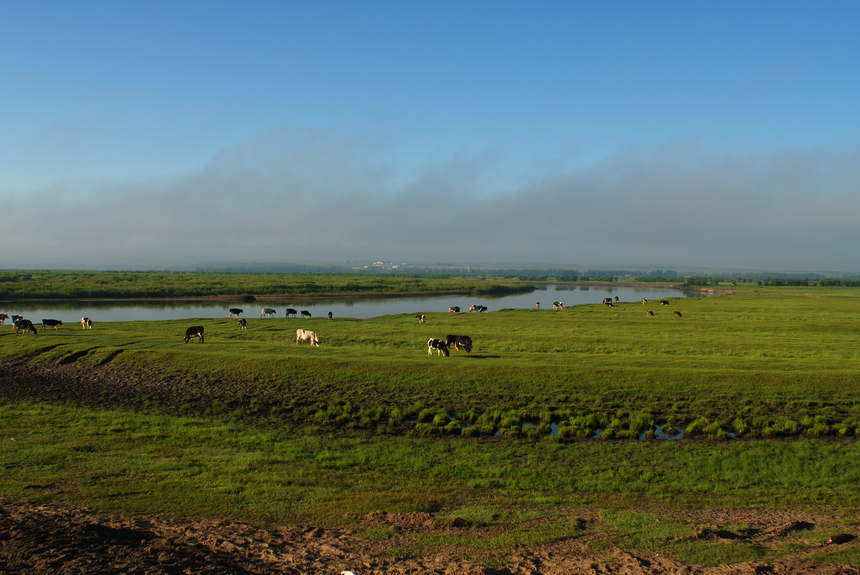
ハイラル川河畔

ハイラル川（モンゴル語: Хайлаар мөрөн、ハイラル・ムレン、中国語: 海拉爾河）は、中華人民共和国内モンゴルフルンボイル市を流れる河川。ヒンガン山脈西麓より流れ出て、牙克石市・ハイラル区などを通り、伊敏河などの支流を併せ、満州里市でアルグン川(エルグネ川)に合流する。

## 歴史
ハイラル川はモンゴル帝国が成立した頃よりその名を知られるようになり、『元史』では「海剌児河」として記されている。この時代、流域はテムゲ・オッチギンを始祖とするオッチギン・ウルスの勢力下にあり、曲枢の子の伯帖木児(ベク・テムル)がナヤンの乱の際にハイラル川でナヤンの兵と戦っている。明朝の永楽3年(1405年)10月にはウリヤンハイ三衛と共に海剌児韃靼(ハイラル・タタール)の把禿(バト)が明に朝貢しており、これを受けて永楽帝は海剌児千戸所を設置している。しかしこの海剌児千戸所は一時的なものに過ぎず、以後ハイラル川流域はアルクタイ等モンゴル勢力の支配下にあった。